# Livonia (wieś)
Livonia – wieś w Stanach Zjednoczonych, w stanie Nowy Jork, w hrabstwie Livingston.